# Bellucia strigosa
Bellucia strigosa är en tvåhjärtbladig växtart som först beskrevs av Henry Allan Gleason, och fick sitt nu gällande namn av Penneys, Michelangeli, Judd och Frank Almeda. Bellucia strigosa ingår i släktet Bellucia och familjen Melastomataceae. Inga underarter finns listade i Catalogue of Life.